# Hyperolius viridiflavus
Hyperolius viridiflavus е вид жаба от семейство Hyperoliidae.
В индивидуални случаи жаби от този вид са били наблюдавани да променят своите полови органи от женски на мъжки.

## Разпространение и местообитание
Среща се в Бурунди, Демократична република Конго, Етиопия, Кения, Руанда, Судан, Танзания, Уганда, и вероятно още в Централноафриканската република, Чад и Еритрея. Нейните естествени местообитания са субтропичните и тропически сухи и влажни гори, низини и планини, сухи и влажни савани, субтропичните и тропически дъждовни или наводнени равнинни пасища, реки, сладководни езера, блата и извори, обработваеми земи, селски градини, градски райони, водоеми, канали, поливни земи и сезонно наводнени земеделски площи.

## Синоними
Този вид има много голям брой синоними:
- Eucnemis viridi-flavus Duméril & Bibron, 1841
- Rappia pachyderma Werner, 1908 „1907“
- Rappia bayoni Boulenger, 1911
- Rappia burgeoni de Witte, 1921
- Rappia rossii Calabresi, 1925
- Hyperolius phrynoderma Ahl, 1931
- Hyperolius schubotzi Ahl, 1931
- Hyperolius kwidjwiensis Ahl, 1931
- Hyperolius macrodactylus Ahl, 1931
- Hyperolius koehli Ahl, 1931
- Hyperolius variabilis Ahl, 1931
- Hyperolius punctatissimus Ahl, 1931
- Hyperolius wettsteini Ahl, 1931
- Hyperolius flavoguttatus Ahl, 1931
- Hyperolius irregularis Ahl, 1931
- Hyperolius monticola Ahl, 1931
- Hyperolius mohasicus Ahl, 1931
- Hyperolius stuhlmanni Ahl, 1931
- Hyperolius oculatus Ahl, 1931
- Hyperolius karissimbiensis Ahl, 1931
- Hyperolius kandti Ahl, 1931
- Hyperolius multicolor Ahl, 1931
- Hyperolius pallidus Mertens, 1940
- Hyperolius taeniolatus Mertens, 1940
- Hyperolius ornatus Mertens, 1940
- Hyperolius schubotzi ruandensis Mertens, 1943
- Hyperolius destefanii Scortecci, 1943
- Hyperolius karissimbiensis xanthogrammus Laurent, 1950
- Hyperolius karissimbiensis françoisi Laurent, 1950
- Hyperolius karissimbiensis intermedius Laurent, 1950
- Hyperolius viridiflavus hybridus Laurent, 1951
- Hyperolius viridiflavus angeli Laurent, 1951
- Hyperolius nitidulus bangwae Perret, 1966
- Hyperolius viridiflavus mwanzae Schiøtz, 1975